# Федорус Григорій Аврамович
Григо́рій Авра́мович Федорус (11 (24) квітня 1909, Талова Балка — сучасний Світловодський район — 1991) — український вчений радянських часів вчений в царині фізики та техніки напівпровідників. 1974 — доктор технічних наук, 1981 — професор, 1980 — заслужений діяч науки УРСР. Нагороджений орденом Вітчизняної війни 2-го ступеня, лауреат Державної премії УРСР 1981 року — за участь у комплексних дослідженнях оптичних і фотоелектричних властивостей напівпровідникових сполук елементів 2-ї й 6-ї груп періодичної системи.

## Життєпис
1932 року закінчив техніко-математичний факультет Кам'янець-Подільський інститут соціального виховання.
По закінченні навчання працював в 1935—1942 — молодший науковий співробітник, та 1946—1960 роках — після демобілізації — у Інституті фізики АН УРСР, старший науковий співробітник.
1950 року захистив кандидатську дисертацію — «Кінетика нелінійної фотопровідності напівпровідників», призначений керівником лабораторії фотоелектричних приладів.
З 1960 року завідує відділом Інституту напівпровідників АН УРСР — очолював до 1982-го, по ньому — професор В. М. Комащенко.
Його праці стосуються прикладної фотоелектроніки напівпровідників, технологій виготовлення фотоелектричних приладів.
1981 року вдостоєний Державної премії УРСР — за роботу «Комплексне дослідження оптичних та фотоелектричних властивостей напівпровідникових сполук елементів другої і шостої груп періодичної системи», співавтори Борщ Анатолій Олександрович, Лашкарьов Вадим Євгенович, Лисиця Михайло Павлович, Мізецька Ірина Борисівна, Пекар Соломон Ісакович, Сальков Євген Андрійович, Снітко Олег В'ячеславович, Страшникова Майя Іларіонівна, Шейнкман Мойсей Ківович.